# Panorama de Racławice

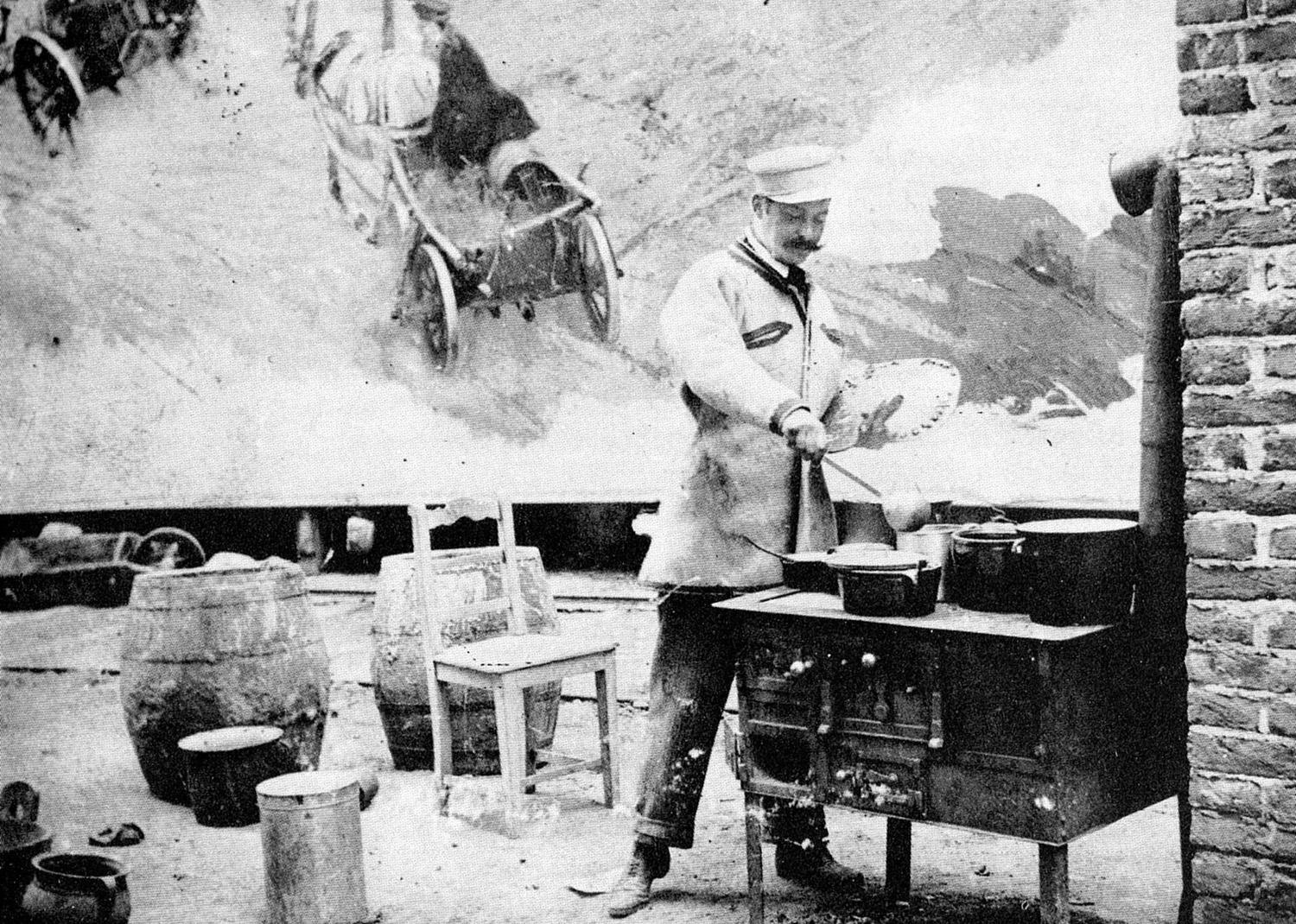
Wojciech Kossak peignant le panorama de Racławice.

Le Panorama de Racławice est une fresque picturale panoramique de 114 mètres pour 15 mètres de hauteur retraçant la bataille de Racławice durant l'insurrection de Kościuszko en 1794. Elle fut exposée de 1894 à 1946 à Léopol (Lwów) (actuellement Lviv en Ukraine) puis à Wrocław en Pologne depuis 1947. C'est également l'une des rares œuvres de ce type (datant du XIXe siècle) encore préservée, et la plus ancienne en Pologne. Le panorama est exposé dans une salle cylindrique, dont le centre accueille les spectateurs. Il représente différentes scènes sous plusieurs angles de vue. Le style de perspective utilisé dans la peinture, et les effets rajoutés de lumière et de terrain artificiel, créent une sensation d'immersion dans la scène.
L'idée revient au peintre Jan Styka, qui invita le peintre de bataille de renom Wojciech Kossak à prendre part à ce projet. Ils furent assistés par Ludwik Boller, Tadeusz Popiel, Zygmunt Rozwadowski, Théodor Axentowicz, Włodzimierz Tetmajer, Wincenty Wodzinowski, et Michał Sozański. La totalité du panorama, de plus de  mille sept cents mètres carrés, fut réalisée en neuf mois, entre août 1893 et mai 1894, et sa première présentation eut lieu le 5 juin 1894, lors de l'Exposition universelle de Galicie à Léopol, attirant une foule immense de curieux et de touristes. Après la Seconde Guerre mondiale, la toile fut transportée à Wrocław, ainsi qu'une grande partie de la collection de l'institut national Ossoliński.